# 蓝羽
蓝羽（1992年11月3日—），本名为周蓝羽，中国内地女主持人，现就职于央视电影频道。

## 简介
蓝羽出生于北京市朝阳区，毕业于中国传媒大学播音系，2014年大学毕业后进入电影频道节目中心，2015年2月9日担任电影频道《中国电影报道》主播，同时担任电影频道各类直播活动、大型晚会、颁奖典礼主持人。